# محوطه مراد دره سی
محوطه مراد دره سی مربوط به دوره هخامنشی - دوره اشکانیان است و در شهرستان زنجان، بخش مرکزی، دهستان بوغدا کندی، ۱۵۰ متری جنوب شرق روستای بوغدا کندی واقع شده و این اثر در تاریخ ۱۸ اسفند ۱۳۸۷ با شمارهٔ ثبت ۲۵۳۲۰ به‌عنوان یکی از آثار ملی ایران به ثبت رسیده است.